# Reggie White
Reginald Howard „Reggie“ White (* 19. Dezember 1961 in Chattanooga, Tennessee; † 26. Dezember 2004 in Huntersville, North Carolina), Spitzname: The Minister of Defense, war ein US-amerikanischer American-Football-Spieler auf der Position des Defensive Ends. White spielte 16 Jahre für die Philadelphia Eagles, die Green Bay Packers und die Carolina Panthers in der National Football League (NFL).
Sein Wechsel von den Philadelphia Eagles zu den Green Bay Packers war der prominente Auftakt der neu geschaffenen Unrestricted Free Agency. Bis zum 1. März 1993 war den Spielern ein Wechsel in der NFL, auch nach Ablauf ihres Vertrages, nur eingeschränkt möglich. Durch eine Klage Whites und anderer wurden diese Möglichkeiten deutlich erweitert und vereinfacht.
Reggie White ist sowohl Mitglied in der College Football Hall of Fame, als auch in der Pro Football Hall of Fame.

## College
White spielte an der High School neben Football auch Basketball. 1980 erhielt er ein Stipendium an der University of Tennessee und spielte Football für deren Team, den Tennessee Volunteers. Im College spielte er zunächst auf der Position des Defensive Tackles. Während seiner Collegekarriere erzielte er 32 Sacks, in einer einzelnen Saison gelangen ihm zwölf Sacks.

## NFL
1984 wurde White von den Memphis Showboats einem Profiteam der United States Football League (USFL) verpflichtet. Die USFL war eine Konkurrenzliga zur National Football League (NFL) und musste 1985 ihren Spielbetrieb einstellen. 1984 war White vorsorglich von den Philadelphia Eagles im Supplemental Draft, einer Ergänzung des üblichen Drafts, gewählt worden. Die Eagles wollten sich rechtzeitig die Rechte an White sichern. Von 1985 bis 1992 spielte er in Philadelphia, bevor er als Free Agent einen Vertrag bei den Green Bay Packers für vier Jahre unterschrieb. White war gläubiger Christ und führte seinen Wechsel auf „Gottes Wunsch zurück“. Er wollte überall hingehen, wo ihn Gott hinschickte. Gottes Wunsch wurde allerdings auch gut bezahlt. Er erhielt 17 Millionen Dollar, neun Millionen wurden ihm als Handgeld sofort ausbezahlt. Die San Francisco 49ers wollten zwar den gleichen Betrag bezahlen, waren aber mit der Höhe des Handgelds nicht einverstanden. 1999 beendete White seine Karriere vorläufig, unterschrieb aber im Jahr 2000 doch einen Vertrag bei den Carolina Panthers. Schon ein Jahr später beendete er nach insgesamt 17 Profijahren seine Karriere endgültig.
White wurde im Gegensatz zum College in der USFL und der NFL als Defensive End eingesetzt. Seine athletischen Voraussetzungen waren hervorragend. Bei einer Körpergröße von 196 cm und einem Gewicht von 133 kg, schaffte er die 40 Yards Sprintstrecke in 4,6 Sekunden. Folglich wurde er verstärkt als Passrusher eingesetzt und hatte dabei die Aufgabe den gegnerischen Quarterback zu attackieren und zu Boden zu bringen. Innerhalb seiner Karriere gelang ihm dies 198-mal. Damit liegt er in dieser Kategorie auf Platz zwei der NFL-Rekordliste, hinter Bruce Smith. Von seinen Mitspielern, aber auch von seinen Gegenspielern wurde ihm aufgrund seiner Dominanz in der Defense der Nickname The Minister of Defense verliehen.
1997 besiegten die Packers unter ihrem Head Coach Mike Holmgren mit ihrem Quarterback Brett Favre die New England Patriots mit Quarterback Drew Bledsoe im Super Bowl XXXI mit 35:21. White gelangen drei Sacks – das war ein Super Bowl Rekord. Ein Jahr später mussten sich die Packers im Super Bowl XXXII den Denver Broncos mit Quarterback John Elway mit 24:31 geschlagen geben.

## Ehrungen
White spielte in 13 Pro Bowls und wurde einmal zum Pro Bowl MVP gewählt. 1987 und 1998 wurde er NFL Defensive Player of the Year – zum besten Abwehrspieler einer Saison – gewählt. Ferner ist er Angehöriger des National Football League 75th Anniversary All-Time Team, des National Football League 1980s All-Decade Team und des National Football League 1990s All-Decade Team. Er ist seit 2006 Mitglied in der Pro Football Hall of Fame und seit 2002 in der College Football Hall of Fame. Seine Nummer 92 wird weder von den Eagles noch von den Packers wieder vergeben.

## Nach der Karriere
White studierte nach seiner Laufbahn Hebräisch und die Torah. Er wurde Prediger. White war verheiratet und lebte in Cornelius, North Carolina. Sein Sohn nahm 2006 die Ehrung in der Pro Football Hall of Fame im Namen seines an Herzversagen verstorbenen Vaters entgegen. White litt ein Leben lang an einem Defekt des Immunsystems und an Schlafapnoe. Diese Krankheiten dürften mitursächlich für seinen Herztod gewesen sein. Reggie White ist auf dem Glenwood Memorial Park in Mooresville, North Carolina, beerdigt.